# Донтре
Донтре (фр. Dontreix) насеље је и општина у централној Француској у региону Лимузен, у департману Крез која припада префектури Обисон.
По подацима из 2011. године у општини је живело 397 становника, а густина насељености је износила 8,37 становника/km². Општина се простире на површини од 47,45 km². Налази се на средњој надморској висини од 643 метара (максималној 753 m, а минималној 510 m).

## Демографија
| 1962. | 1968. | 1975. | 1982. | 1990. | 1999. | 2011. |
| ----- | ----- | ----- | ----- | ----- | ----- | ----- |
| 655   | 730   | 608   | 568   | 455   | 419   | 397   |

График промене броја становника у току последњих година